# توني صموئيل
توني صموئيل (بالإنجليزية: Tony Samuel)‏ هو لاعب كرة قدم أمريكية أمريكي، ولد في 14 نوفمبر 1955 في ترينيداد في ترينيداد وتوباغو.